# Black Friday (mixtape de Lil' Kim)
Black Friday es el segundo mixtape de la rapera, actriz, compositora y cantante estadounidense Lil' Kim, fue lanzado el 14 de febrero del 2011 mediante Paypal bajo el sello independiente I.R.S. Records. Cuenta con colaboraciones de los raperos Wiz Khalifa, Fabolous, Rick Ross, Lil Boosie, Red Café, con la cantante R&B Keri Hilson y también de la descartada colaboración entre Kim, Nicki Minaj y Birdman. El título de la cinta es una respuesta al álbum Pink Friday de Nicki Minaj luego de que esta le tirara indirectas en su canción "Roman's Revenge".

## Antecedentes y desarrollo
El conflicto que tuvo Kim con Minaj inspiró a la rapera a sacar su segundo mixtape Black Friday para responder así a todos los insultos e indirectas que Nicki le enviaba mediante sus versos, entrevistas y en su álbum. La portada del mixtape fue creado por un fan. El disstrack Black Friday fue lanzado el 25 de noviembre del 2010 y fue presentado por las estaciones de radio Hot 97 y Power 105 mientras que el vídeoclip de la canción Black Friday fue publicado el 16 de noviembre del 2011 como exclusiva en la plataforma Worldstar Hip Hop, y allí cuenta con más de 13,000,000 millones de visitas. Antes de ser borrado, en Youtube obtuvo más de 4 millones de visitas en sus primeras 24 horas siendo uno de los vídeos rap más vistos en sus primeras 24 horas hasta en ese entonces.

## Lista de canciones
La lista de canciones del mixtape fue revelado por Rap-Up
| N.º | Título                                              | Duración |  |
| 1.  | «Intro»                                             | 2:07     |  |
| 2.  | «Pissin' On Em»                                     | 3:06     |  |
| 3.  | «Champagne Poppin'» (con Wiz Khalifa)               | 4:23     |  |
| 4.  | «Hustle Hard»                                       | 1:55     |  |
| 5.  | «M.O.E.»                                            | 2:55     |  |
| 6.  | «Killin' Em» (con Fabolous)                         | 3:21     |  |
| 7.  | «6 Foot Tall»                                       | 3:56     |  |
| 8.  | «Clap Clap»                                         | 3:47     |  |
| 9.  | «Kimmy Girl» (con Keri Hilson)                      | 2:12     |  |
| 10. | «Gimme Brain»                                       | 2:59     |  |
| 11. | «Cheatin'» (con Rihanna)                            | 4:32     |  |
| 12. | «Exclusive Radio Interview»                         | 16:16    |  |
| 13. | «Grindin' Makin' Money» (con Birdman y Nicki Minaj) | 3:38     |  |
| 14. | «Racks»                                             | 2:53     |  |
| 15. | «Pussy Callin'» (con Lil Boosie)                    | 3:13     |  |
| 16. | «Black Friday»                                      | 5:02     |  |
| 17. | «Faded» (con Red Café y Rick Ross)                  | 3:38     |  |
| 18. | «IRS Freestyle»                                     | 4:19     |  |
| 19. | «Lights, Camera, Action»                            | 2:08     |  |
| 20. | «Buy U Music» (con Keri Hilson)                     | 2:46     |  |